# José Maestro San José
José Maestro San José (Salamanca, 30 de octubre de 1899-Valladolid, 18 de agosto de 1936) fue un odontólogo y político socialista español, ejecutado víctima de la represión en la zona franquista durante la Guerra Civil.

## Biografía
Hijo de una humilde familia y huérfano de padre a los ocho años, su madre se trasladó con los cuatro hijos a Madrid, donde José Maestro recibió la formación primaria. Ya de bien joven debió buscar trabajo, siguiendo un periplo por varias capitales de provincia. Así se formó como protésico dental en León, encontrando trabajo en Ciudad Real con un prestigioso dentista local en 1920. Establecido así en su actividad profesional, alcanzó notable fama entre los ciudadrealeños, ya que la dejadez del dentista titular hizo que el propio Maestro realizará trabajos superiores a su cualificación con gran satisfacción de sus clientes. En la década de 1920 simultaneó la actividad profesional con la formación, obteniendo el título de bachiller.
Al mismo tiempo, Maestro tenía una notable inquietud por los asuntos públicos y los movimientos sociales. Se afilió a la Unión General de Trabajadores (UGT) y al Partido Socialista Obrero Español (PSOE), del que formó parte dentro del sector prietista, si bien siempre fue ajeno a las facciones. Fue elegido concejal de su ayuntamiento en las elecciones municipales de 1931 que dieron lugar a la proclamación de la Segunda República. Después fue elegido alcalde el mismo año, para sustituir al titular elegido que había obtenido acta de diputado en las Cortes y debía renunciar a la alcaldía. Ocupó el cargo de 1931 a 1934, cuando los ayuntamientos fueron disueltos por el gobierno de la CEDA. En su etapa como alcalde destacó por las numerosas obras públicas, casi todas de saneamiento y de infraestructuras educativas, que dieron un aire moderno a Ciudad Real y combatieron las altas tasas de desempleo. También se mantuvo lejos de caciques y terratenientes, al tiempo que huyó de apoyarse exclusivamente en sectores proletarios, lo que le valió un amplio apoyo ciudadano.
Tras la disolución de los ayuntamientos, se presentó por la circunscripción de Badajoz para diputado en las elecciones a Cortes de 1933, no resultando elegido, al mismo tiempo que prosiguió su formación, obteniendo el título de odontólogo en la Universidad de Salamanca. 
Aunque se había mostrado reacio en un principio, por querer seguir como alcalde tras restaurarse los ayuntamientos, volvió a presentarse a las elecciones generales en 1936 y fue elegido diputado en las listas del Frente Popular por la circunscripción electoral de Ciudad Real, obteniendo 82 168 votos de un total de 197 627 votantes, en un censo electoral de 279 752 electores, obteniendo uno de los dos escaños reservados a las minorías. El candidato más votado de su circunscripción fue Rafael Melgarejo y Tordesillas, Duque de San Fernando de Quiroga, de la CEDA, con 106 455 votos.
Al producirse el golpe de Estado de julio de 1936 que dio inicio a la Guerra Civil, marchó a Valladolid junto con el también diputado, Juan Lozano Ruiz, y el subsecretario de Hacienda, José María Sánchez Izquierdo, íntimo amigo de Maestro, enviados por la ejecutiva del PSOE para apoyar a los diputados socialistas de la zona que trataban de mantener la legalidad republicana y alertar a los ferroviarios a fin de cortar el suministro de envíos a los sublevados por tren. Sin escolta en el taxi en el que viajaban, fueron detenidos a la entrada de Valladolid por militares sublevados del Regimiento Farnesio.
Fueron sometidos a un primer consejo de guerra sumarísimo el 13 de agosto, siendo condenados los tres a pena de muerte en aplicación del artículo 237 del Código de Justicia Militar de 1890 al ser considerados rebeldes contra el "poder legítimo", y absuelto el taxista; pero se celebró un segundo consejo de guerra más numeroso al día siguiente, junto a diez encausados más, repitiéndose las penas de muerte y reclusión mayor con 30 años de prisión también para el conductor del taxi. Fueron ejecutados a un tiempo en el campo de San Isidro, justo un mes después de la sublevación militar.